# Цона Артиђанале Д3 (Алесандрија)
Цона Артиђанале Д3 је насеље у Италији у округу Алесандрија, региону Пијемонт.
Према процени из 2011. у насељу је живело 15 становника. Насеље се налази на надморској висини од 94 м.